# 圣安东尼奥-杜卡尤阿
圣安东尼奥-杜卡尤阿是巴西巴拉那州的一个市镇。总面积219.066平方公里，总人口2748人，人口密度12.5人/平方公里。